# Vechec
Vechec (ungarisch Vehéc) ist eine Gemeinde in der Ostslowakei.
Die Gemeinde liegt an der Lomnica, einem rechten Nebenfluss der Topľa, der hier aus dem Gebirgszug Slanské vrchy tritt. Westlich von Vechec erreicht das Gebirge im Makovica eine Höhe von 981 Metern über dem Meer, in Richtung Südosten fällt das Gelände zum Ostslowakischen Tiefland ab. Zwei Kilometer östlich von Vechec beginnt mit Čemerné bereits das Gebiet der Stadt Vranov nad Topľou.
Die durch Vechec führende Hauptstraße – die Fernstraße 576 – ist die kürzeste Verbindung von Vranov nad Topľou in die Großstadt Košice.
Umgeben wird Vechec von den Nachbargemeinden Čaklov im Norden, Vranov nad Topľou im Osten, Kamenná Poruba im Süden sowie Juskova Voľa im Westen.
Der Ort wurde im Jahr 1327 erstmals urkundlich erwähnt. Die römisch-katholische Kirche stammt aus dem Jahr 1820.

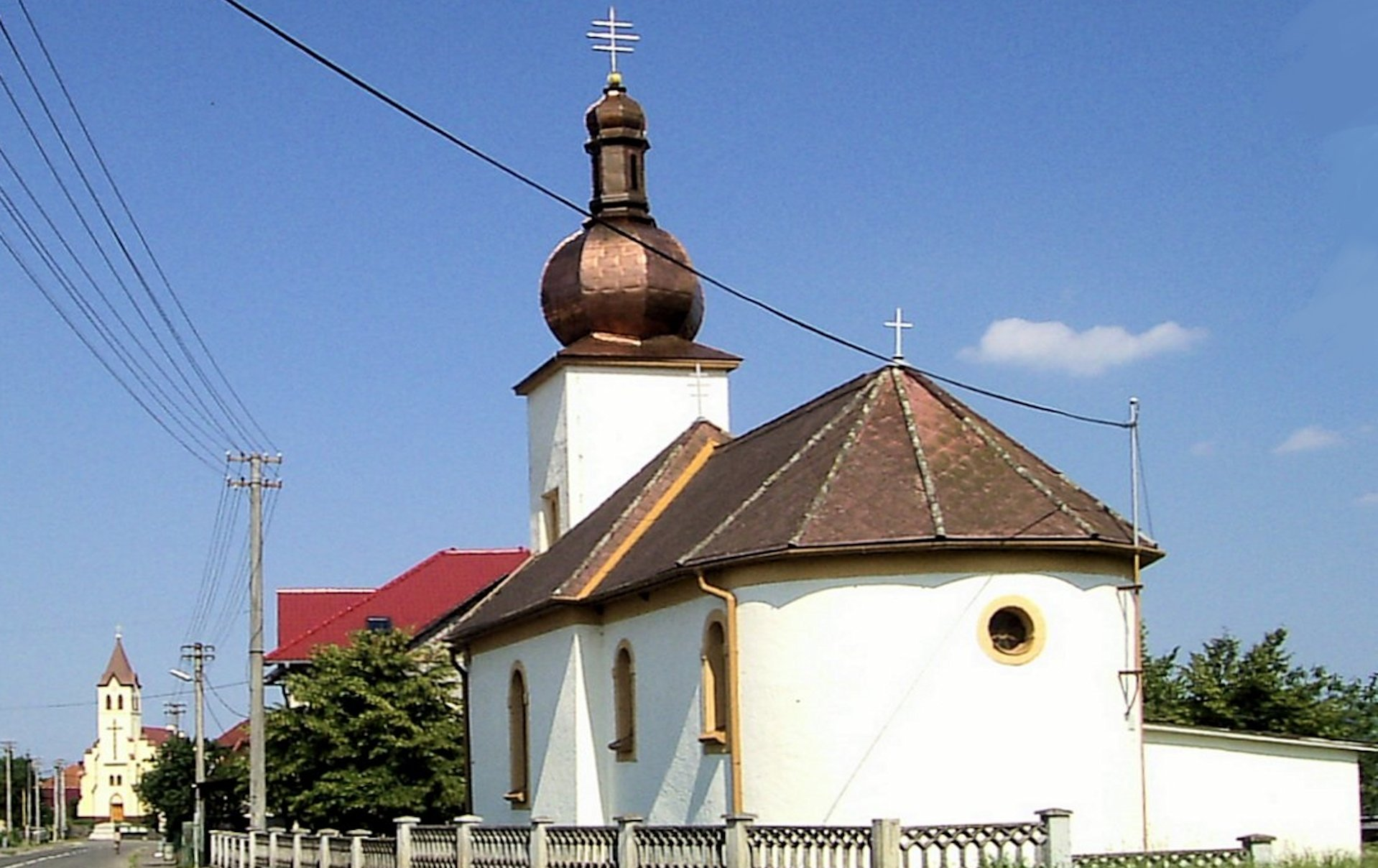
Im Vordergrund die griechisch-katholische Kirche, hinten links die römisch-katholische Kirche in Vechec

## Bevölkerung
| Jahr                | 1994 | 2004     | 2014     | 2024    |
| ------------------- | ---- | -------- | -------- | ------- |
| Anzahl der Personen | 1912 | 2329     | 2819     | 3025    |
| Unterschied         |      | +21,80 % | +21,03 % | +7,30 % |

| Jahr                | 2023 | 2024    |
| ------------------- | ---- | ------- |
| Anzahl der Personen | 2982 | 3025    |
| Unterschied         |      | +1,44 % |

Die Bevölkerung der Gemeinde Vechec besteht zu 86 % aus Slowaken, 14 % sind Roma, deren Anteil sich von 1991 bis 2001 mehr als verdreifachte. 68 % der Einwohner bekennen sich zur römisch-katholischen Kirche, 14 % gaben als Konfession griechisch-katholisch an.

## Belege
1. ↑  Hustota obyvateľstva - obce [om7014rr_obc=AREAS_SK, v_om7014rr_ukaz=Rozloha (Štvorcový meter)]. Statistical Office of the Slovak Republic, 31. März 2025, abgerufen am 31. März 2025 (slowakisch).
2. ↑  Počet obyvateľov podľa pohlavia - obce (ročne) [om7101rr_obce=AREAS_SK]. Statistical Office of the Slovak Republic, 31. März 2025, abgerufen am 31. März 2025 (slowakisch).
3. 1 2  Počet obyvateľov podľa pohlavia - obce (ročne) [om7101rr_obce=AREAS_SK]. Statistical Office of the Slovak Republic, 31. März 2025, abgerufen am 31. März 2025 (slowakisch).
4. ↑  Statistikportal MOŠ (Seite nicht mehr abrufbar, festgestellt im Mai 2019. Suche in Webarchiven)  Info: Der Link wurde automatisch als defekt markiert. Bitte prüfe den Link gemäß Anleitung und entferne dann diesen Hinweis.